# Marystow
Marystow is een civil parish in het bestuurlijke gebied West Devon, in het Engelse graafschap Devon. In 2001 telde de civil parish 196 inwoners.
Het dorp heeft 38 bouwwerken op de Britse monumentenlijst, waaronder de Mariakerk, waarvan delen uit de twaalfde eeuw stammen.